# Bocca d'Arno

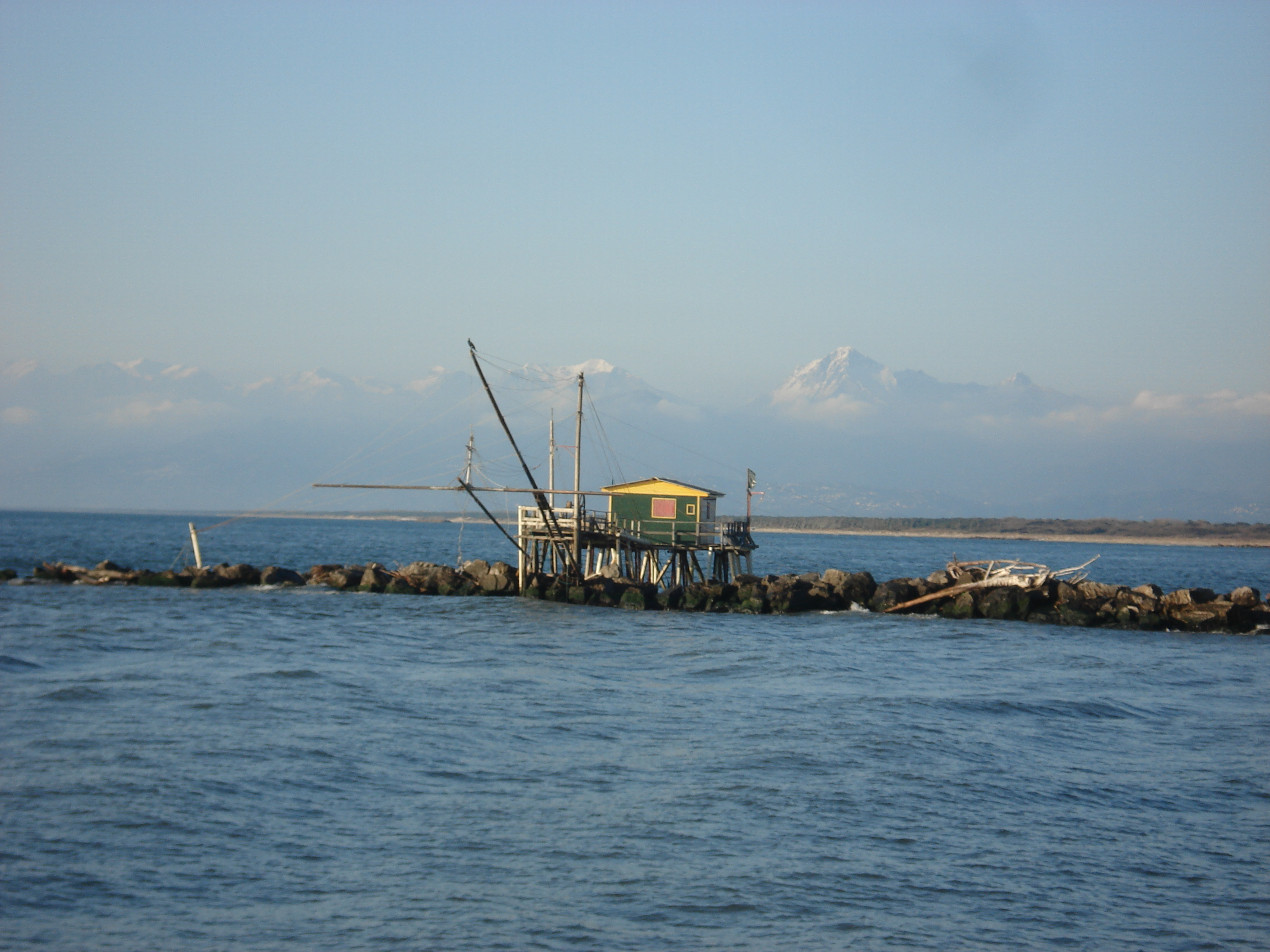
Un retone a Bocca d'Arno.

Bocca d'Arno è il nome con cui è comunemente chiamato l'ultimo tratto del fiume Arno, in corrispondenza della sua foce, a Marina di Pisa.

## Descrizione
La zona di Bocca d'Arno è celebre per il paesaggio offerto dal suo punto estremo, che abbraccia le tipiche costruzioni lignee (i "retoni") ubicate sulle scogliere artificiali in corrispondenza della foce, con alle spalle la costa del Gombo e lo spettacolare scenario delle Alpi Apuane.
L'area di Bocca d'Arno è stata interessata da un'operazione di bonifica dei ruderi industriali della CMASA, di alcuni edifici dei primi del '900 e di alcuni "retoni", e ha portato alla realizzazione del Porto di Bocca d'Arno, che serve dal 2013 la località di Marina di Pisa.
Il 3 novembre 2023, a causa di una potente mareggiata, lo storico retone in foto, viene distrutto.

## Collegamenti
Bocca d'Arno è collegata con Pisa, Marina e Tirrenia mediante autocorse di linea gestite dalla società Autolinee Toscane.
Dal 1892, il medesimo servizio era operato mediante una tranvia a vapore che, costruita come prolungamento della linea Pisa-Pontedera/Calci, partendo da Pisa e scavalcando il bastione Stampace, il canale dei Navicelli e la ferrovia Genova-Pisa con un maestoso ponte ad arcate metalliche, raggiungeva il lungarno servendo San Giovanni al Gatano, San Piero a Grado  e Marina di Pisa. Proprio a Bocca d'Arno era presente un raccordo merci che consentiva alla linea di servire gli stabilimenti CMASA.
La tranvia Pisa-Marina di Pisa cessò il servizio nel 1932, in conseguenza dell'inaugurazione della ferrovia elettrica Pisa-Tirrenia-Livorno, a sua volta chiusa nel 1960; anche quest'ultima presentava una stazione in corrispondenza di Bocca d'Arno.